# Port autonome de San-Pédro
Le Port autonome de San-Pédro est une société d'État au capital de 2 milliards de francs CFA, chargée de gérer le port érigé dans la ville de San-Pédro, au sud-ouest de la Côte d'Ivoire. La réalisation des infrastructures portuaires a démarré en 1969, dans le cadre de l'opération menée dans la Région du Bas-Sassandra par l'Autorité pour l'aménagement de la région du sud-ouest. Le port est au premier rang mondial des ports exportateurs de fèves de cacao,. 

## Histoire

### Époque coloniale
L'histoire du port de San-Pédro remonte au début du XXe siècle, alors que la zone portuaire était un domaine possédé par des compagnies coloniales. Crée le 7 août 1890 et attribué à la Compagnie Française de Kong, le domaine de San-Pédro est vendu en août 1910 à la compagnie britannique The Ivory Coast Corporation, pour la somme de 80 000 livres sterling. 
En novembre 1920, le domaine est cédé pour 2 000 000 francs français à la Compagnie des Scieries Africaines, la Banque de Paris et des Pays-Bas. Cependant en avril 1921, la Compagnie des Scieries Africaines devient la seule propriétaire du domaine.
C'est en décembre 1959 que le domaine de San-Pédro est cédé à la République de Côte d'Ivoire naissante, pour la somme de 160 000 000 francs CFA.

### Construction
La première pierre des travaux du port est posée le 12 août 1968. L'aménagement du port est piloté par le décret n° 69-456 du 22 décembre 1969 définissant le cadre de développement de la région, tandis que la construction du port est effectuée par un consortium franco-allemand. 
Le port commence à entrer en service en mai 1971, avec le navire ivoirien « Korhogo ». Le port de San-Pedro est finalement inauguré par Félix Houphouët-Boigny le 4 décembre 1972, en présence du Président nigérien Hamani Diori, avec pour ambition de devenir un port moderne qui faciliterait à la fois l'intégration régionale et le développement national.

### Extension
En septembre 2022 le terminal industriel polyvalent est inauguré. L'investissement pour l'extension du port avec la création de ce deuxième terminal s'élève à 173 millions d'euros, dont 90 millions financés par trois banques sud-africaines (Nedbank, Standard Bank et First Rand).

## Importance régionale

Logotype du port.

Le port autonome de San-Pédro est le deuxième port ivoirien en tonnage, derrière le port autonome d'Abidjan. Il est ainsi l'un des plus importants ports maritimes d'Afrique de l'Ouest, et ce malgré les conséquences de la crise-politico-militaire. 
En 2011, le port a géré  un trafic de 1,8 million de tonnes. En 2012, ce sont environ 3,5 millions de tonnes de trafic qui ont transité par San-Pédro